# Landaul
Landaul (bret.: Landaol) ist eine französische Gemeinde mit 2.487 Einwohnern (Stand: 1. Januar 2022) im Département Morbihan in der Region Bretagne. Sie gehört zum Arrondissement Lorient und zum Kanton Pluvigner.

## Geographie
Landaul liegt im Binnenland des Départements Morbihan. Im Norden bildet der Bach Demiville, im Süden der Bach Tréavrec die Gemeindegrenze. Die Kleinstadt Auray ist nur rund zwölf Kilometer in südöstlicher Richtung entfernt.

## Geschichte
Die Kirchgemeinde Landaul wird erstmals um 1400 erwähnt. Das heutige Gemeindegebiet gehörte ursprünglich zu den beiden Herrschaften Kerambourg (auch Keremboulch) und Kerambartz (auch Kerambarh). Später kam die Herrschaft Kerambourg an die Familie Malestroit aus Kaër, die es 1552 zum Herzogtum erhob. Beide Herrschaften kamen in der Neuzeit (17./18. Jahrhundert) an die Familie Robien. 
1944 richtete die deutsche Wehrmacht sechs der Résistance nahestehende junge Männer der Gemeinde Landaul hin.

## Bevölkerungsentwicklung
Zwischen und 1793 und 1861 blieb die Einwohnerzahl mehr oder minder stabil bei rund 900 Personen. Zwischen 1872 und 1906 stieg sie danach leicht, um jahrzehntelang auf einem Wert von 1100 Bewohnern zu verharren. Zwischen 1946 und 1962 sank sie leicht. Seither wächst die Zahl der Bewohner und hat sich mehr als verdoppelt. Die Entwicklung:
| Jahr      | 1962 | 1968 | 1975 | 1982 | 1990 | 1999 | 2006 | 2012 | 2019 |
| Einwohner | 979  | 1009 | 1051 | 1147 | 1327 | 1343 | 1733 | 2166 | 2392 |

## Sehenswürdigkeiten
- Schloss von Kerambourg aus dem 16. Jahrhundert (Privatbesitz)
- Schloss von Kerambarh/Kerambartz, heute Sitz des Zentrums für Kunst von Landaul
- Herrenhaus von La Rodière
- Kirche Saint-Théleau (auch Sainte-Marie-Madeleine) aus dem 15. Jahrhundert, mit Kalvarienberg
- Kapelle Saint-Maurille (auch Saint-Mamert; 1659) im Dorf Langombrach
- Calvaire von La Rabine
- Kreuz von Kergonan
- Quelle und das Öffentliche Waschhaus (Lavoir) Saint-Denaul aus dem 18. Jahrhundert
- Haus „Bourne“ in Trezédy (älteste Teile aus dem 10. Jahrhundert)
- Stele von Langombrach (9. und 10. Jahrhundert) mit der lateinischen Inschrift Crux britient mulieris kilezoc filiae conberti. Hoc opus quicumque legerit salvus sit

Quelle: